# 2017-es londoni terrortámadás (Southwark)
A 2017. június 3-i londoni terrortámadás este 10 óra környékén történt, amikor három merénylő a London Bridge-en egy kisteherautóval a járókelők közé hajtott, majd a közelben lévő Borough Markethez hajtottak és a környéken lévő éttermekben és pubokban embereket kezdtek megkéselni. A merénylők 8 embert öltek meg, és 50-et megsebesítettek. A merényletért az Iszlám Állam terrorszervezet vállalta a felelősséget.

## Az elkövetők
Három férfi, a 22 éves Youssef Zaghba, a 27 éves Khuram Shazad Butt és a 30 éves Rachid Redouane hajtotta végre a támadást.
A marokkói-olasz származású Zaghba Bolognában élt anyjával. 2016-ban a polgárháborús Szíriába akart szökni, de az olasz hatóságok feltartóztatták. A rendőröknek azt is mondta: „Terrorista leszek”. Nem sokkal a merénylet előtt költözött Londonba, ahol egy étteremben dolgozott. Butt pakisztáni születésű brit állampolgár, szintén tudtak róla a hatóságok, de nem tartották veszélyesnek. Kiderült, hogy korábban szerepelt a Dzsihadista a szomszédban (The Jihadist Next Door) című brit dokumentumfilmben, ahol nyíltan beszélt szélsőséges nézeteiről és imádkozott az Iszlám Állam zászlaja előtt. Redouane marokkóinak és líbiainak vallotta magát, a média szerint skót feleségével Írországban lakott. Bevándorlásakor hamis nevet és életkort adott meg a hatóságoknak. Butt és Redouane a kelet-londoni Barking városrészben éltek.

## A terrorcselekmény
Valószínűleg Butt volt a terv kiötlője, és Redouane bérelt lakásának padlásterében dolgozták ki a merénylet részleteit.
Butt megelőző este a London külvárosi Harold Hillben egy fehér Renault kisteherautót bérelt. Eredetileg egy 7,5 tonnás teherautót szerettek volna bérelni, de nem volt hozzá elég pénzük. A támadók palackokból és ragasztószalagból készült hamis robbanóöveket viseltek, a rendőrség szerint azért, hogy félrevezessék őket és alkalom adtán túszhelyzetet hozhassanak létre. Kerámiapengés konyhai késekkel szerelték fel magukat, amiket a csuklójukhoz szíjaztak.
2017. június 3-án este a London Bridge-en a bérelt furgonnal közel 80 km/h-s sebességgel a járókelők közé hajtottak és több embert elgázoltak. Ezt követően a jármű a Barrow Boy and Banker pub előtt karambolozott, a terroristák itt elhagyták a furgont. A Stoney Streeten haladva több étteremnél és pubnál embereket kezdtek lemészárolni, végül a három terroristát a kiérkező biztonsági erők a Wheatsheaf Pubnál, az első bejelentés után 8 perccel lelőtték. A rendőrség gyújtóbombákat és az öngyilkos merényletekhez használható robbanóövet is talált a teherautóban.

## Az áldozatok
A támadásban nyolcan haltak meg, ötvenen pedig megsebesültek, közülük tízen kerültek válságos állapotba. Az elhunytak között három francia, két ausztrál, valamint egy-egy új-zélandi, brit és spanyol állampolgár volt.

## Politikai következmények

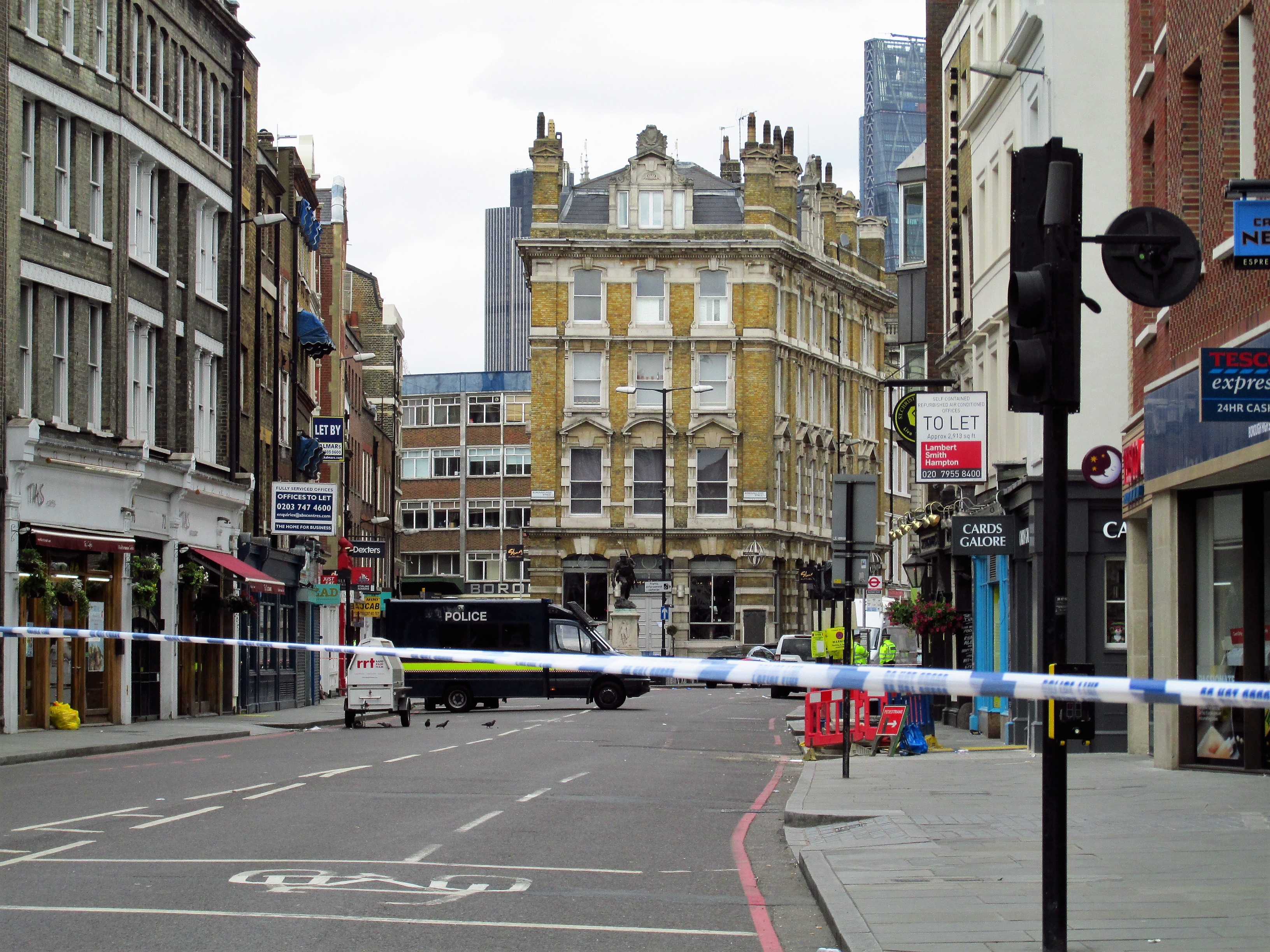
A lezárt Borough High Street a támadás utáni napon

A támadásra 5 nappal a 2017-es brit parlamenti választás előtt került sor. Jeremy Corbyn, a Munkáspárt vezetője lemondásra szólította fel Theresa May miniszterelnököt, mert korábban belügyminiszterként csökkentette a rendőrség létszámát.
A választási kampányt a merénylet miatt egy napra felfüggesztették, de magát a választást nem halasztották el.

## Érdekességek
- 130 brit muszlim vallási vezető közös nyilatkozatot adott ki arról, hogy nem hajlandók imát mondani és megbocsátani az elkövetők június 5-i temetésén, és arra kérték a világ többi muszlim vezetőjét is, hogy kövessék a példájukat. Ez addig példa nélkül álló esemény volt, mivel korábban mindig mondtak imát a terroristák temetésén.[14]
- Florin Morariu, egy Londonban dolgozó román pék és Roy Larner, egy helyi Millwall-szurkoló is puszta kézzel szállt szembe a terroristákkal. – A rendőrség senkinek sem tanácsolja ezt, éppen ellenkezőleg, menekülést vagy elrejtőzést javasolnak hasonló szituációban.[15]